# Morten Arnfred
Morten Arnfred (Copenhaguen, 2 d'agost de 1945) és un director de cinema i guionista danès. La seva pel·lícula de 1983 Der er et yndigt land va ser presentada al 33è Festival Internacional de Cinema de Berlín, on va guanyar una menció honorífica. Deu anys més tard, la seva pel·lícula Den russiske sangerinde es va presentar al 43è Festival Internacional de Cinema de Berlín. També codirigeix la trilogia de la minisèrie Riget amb Lars von Trier.

## Filmografia seleccionada
- Måske ku' vi (1976)
- Mig og Charly (1978)
- Johnny Larsen (1979)
- Byen med de mange tage (1981)
- Hjemlig hygge (1982)
- Der er et yndigt land (1983)
- Himmel og helvede (1988)
- Den russiske sangerinde (1993)
- Spor i mørket (1997)
- Olsen-bandens sidste stik (1998)
- Lykkevej (2003)
- Den store dag (2005)